# محمد معاشو
محمد معاشو (انگلیسی: Mohamed Machou؛ زادهٔ ۲۵ ژوئن ۱۹۵۸) بازیکن هندبال اهل الجزایر بود.